# Agudus lepidus
Agudus lepidus är en insektsart som beskrevs av Cheng 1980. Agudus lepidus ingår i släktet Agudus och familjen dvärgstritar. Inga underarter finns listade i Catalogue of Life.